# Can Quintanes (Riells del Fai)
|  | Per a altres significats, vegeu «Can Quintanes». |

Can Quintanes és una masia del poble de Riells del Fai, en el terme municipal de Bigues i Riells, al Vallès Oriental. Pertany al veïnat de masies disperses del mateix nom.
Està situada a llevant de Riells del Fai, en el vessant meridional dels Cingles de Bertí i del seu contrafort sud-occidental, la Serra de Can Tabola. És al capdamunt i a ponent de la vall del torrent de Can Pagès. A ponent seu hi ha la masia de Can Berga. És la masia de més a llevant del veïnat, aturonada en un cap de carena.
Tot a l'entorn seu hi ha topònims que duen Can Quintanes en el nom: al nord de la masia, les Costes d'en Quintanes i el Bosc de Can Quintanes; a llevant, la Baga de Quintanes i el Serrat de Can Quintanes, al sud-oest, els Camps de Can Quintanes, i tot a l'entorn, el veïnat de masies disperses del mateix nom de la masia.
Està inclosa en el Catàleg de masies i cases rurals de Bigues i Riells.